# Jiří Palkovský
Jiří Palkovský (* 23. května 1951, Ostrava, Československo) je bývalý československý atlet, jehož specializací byl skok do výšky.

## Sportovní kariéra
Se sportem začínal v roce 1963 jako gymnasta. O tři roky později se začíná v oddíle TJ VŽKG Vítkovice věnovat pod vedením svého otce atletice. Od roku 1968 byl jeho trenérem Rudolf Hübner.
Dne 13. září 1970 vybojoval v Paříži zlatou medaili na prvním ročníku juniorského mistrovství Evropy. Jeho výkon 218 cm se dlouho držel na prvním místě československých tabulek mezi juniory. Překonal ho až Josef Hrabal, jenž v roce 1977 skočil 220 cm. Na Mistrovství Evropy v atletice 1971 v Helsinkách obsadil ve finále 11. místo.
V roce 1973 získal stříbrnou medaili na halovém ME v nizozemském Rotterdamu, kde překonal 220 cm a prohrál jen s Maďarem Istvánem Majorem, který měl lepší technický zápis. Halového ME se zúčastnil také v roce 1975, kdy se šampionát konal v polských Katovicích. Zde ve finále soutěžilo osmnáct výškařů a Palkovský se zde umístil na 15. místě, když překonal 210 cm. Halovým mistrem Evropy se tehdy stal další československý výškař Vladimír Malý, který titul vybojoval výkonem 221 cm.
Jedenáctkrát reprezentoval v mezinárodních utkáních (1970 – 77), z toho dvakrát v evropském poháru.

## Osobní rekordy
- hala – 221 cm – 19. únor 1977, Berlín
- venku – 218 cm – 13. září 1970, Paříž